# Tianjin Radio and Television Tower
La torre radio e televisiva di Tianjin è una torre sita a Tianjin in Cina.
Usata per scopi di trasmissione di segnali radio e televisivi. 
È la VIII più alta torre al mondo con 415,2 m di altezza, è posta a 11 m s.l.m.. Possiede 4 ascensori ed ha un punto di osservazione panoramico a 253 m. Venne inaugurata nel 1991 dopo 4 anni di lavori di costruzione.